# Coeruna
El coeruna (koeruna) és una llengües witoto extingida de la conca amazònica del Brasil.